# Who Do You Think You Are?
Who Do You Think You Are? is een documentaireserie van de BBC die voor het eerst werd uitgezonden in 2004. In elke aflevering gaat een bekend persoon op reis om zijn of haar stamboom te onderzoeken. Er zijn tot nu toe twintig seizoenen uitgezonden.
In oktober 2007 bracht BBC Magazines voor het eerst het blad Who Do You Think You Are? Magazine uit. Het is een maandelijks blad over het onderzoeken van de familiegeschiedenis, met daarin ook informatie over de televisieserie..

## Afleveringen
De eerste twee seizoenen werden uitgezonden op BBC Two, en het eerste seizoen had de hoogste kijkcijfers van alle programma's op BBC Two in 2004. Vanwege de populariteit van het programma werd het vanaf het derde seizoen uitgezonden op BBC One. De voice-over voor het eerste seizoen was David Morrissey, voor de andere seizoenen Mark Strong. Het eerste seizoen kreeg in 2005 een BAFTA-nominatie voor Best Factual Series or Strand.
In de laatste tien minuten van het eerste seizoen was er een presentator en een genealogisch onderzoeker die de kijker tips gaven over het onderzoeken van de stamboom.

### Seizoen 1 (2004)
De tien afleveringen van het eerste seizoen:
1. Bill Oddie (12 oktober 2004)
2. Amanda Redman (19 oktober 2004)
3. Sue Johnston (26 oktober 2004)
4. Jeremy Clarkson (2 november 2004)
5. Ian Hislop (9 november 2004)
6. Moira Stuart (16 november 2004)
7. David Baddiel (23 november 2004)
8. Lesley Garrett (30 november 2004)
9. Meera Syal (7 december 2004)
10. Vic Reeves (14 december 2004)

### Seizoen 2 (2006)
De zes afleveringen van het tweede seizoen:
1. Jeremy Paxman (11 januari 2006)
2. Sheila Hancock (18 januari 2006)
3. Stephen Fry (25 januari 2006)
4. Julian Clary (1 februari 2006)
5. Jane Horrocks (8 februari 2006)
6. Gurinder Chadha (15 februari 2006)

### Seizoen 3 (2006)
De acht afleveringen van het derde seizoen:
1. Barbara Windsor (6 september 2006)
2. Robert Lindsay (13 september 2006)
3. Colin Jackson (20 september 2006)
4. David Tennant (27 september 2006)
5. David Dickinson (4 oktober 2006)
6. Nigella Lawson (11 oktober 2006)
7. Jeremy Irons (18 oktober 2006)
8. Julia Sawalha (25 oktober 2006)

### Adoptiespecial (2007)
In 2007 werd een uitzending gewijd aan het thema adoptie. In deze aflevering stond Nicky Campbell centraal, die enkele dagen na zijn geboorte werd geadopteerd.
1. Nicky Campbell (11 juli 2007)

### Seizoen 4 (2007)
De zeven afleveringen van het vierde seizoen:
1. Natasha Kaplinsky (6 september 2007)
2. John Hurt (13 september 2007)
3. Griff Rhys Jones (20 september 2007)
4. Carol Vorderman (27 september 2007)
5. Alistair McGowan (4 oktober 2007)
6. Graham Norton (11 oktober 2007)
7. Sir Matthew Pinsent (18 oktober 2007)

### Seizoen 5 (2008)
De acht afleveringen van het vijfde seizoen:
1. Patsy Kensit (13 augustus 2008)
2. Boris Johnson (20 augustus 2008)
3. Jerry Springer (27 augustus 2008)
4. Esther Rantzen (3 september 2008)
5. David Suchet (10 september 2008)
6. Ainsley Harriott (17 september 2008)
7. Jodie Kidd (24 september 2008)
8. Laurence Llewelyn-Bowen (1 oktober 2008)

### Seizoen 6 (2009)
De elf afleveringen van het zesde seizoen:
1. Rory Bremner (2 februari 2009)
2. Fiona Bruce (9 februari 2009)
3. Rick Stein (16 februari 2009)
4. Zoë Wanamaker (23 februari 2009)
5. Kevin Whately (2 maart 2009)
6. Davina McCall (15 juli 2009)
7. Chris Moyles (22 juli 2009)
8. Kate Humble (29 juli 2009)
9. David Mitchell (5 augustus 2009)
10. Kim Cattrall (12 augustus 2009)
11. Martin Freeman (19 augustus 2009)

### Seizoen 7 (2010)
De negen afleveringen van het zevende seizoen:
1. Bruce Forsyth (19 juli 2010)
2. Rupert Everett (26 juli 2010)
3. Dervla Kirwan (2 augustus 2010)
4. Monty Don (9 augustus 2010)
5. Rupert Penry-Jones (16 augustus 2010)
6. Alexander Armstrong (23 augustus 2010)
7. Jason Donovan (30 augustus 2010)
8. Hugh Quarshie (6 september 2010)
9. Alan Cumming (13 september 2010)

### Seizoen 8 (2011)
De tien afleveringen van het achtste seizoen:
1. June Brown (10 augustus 2011)
2. J.K. Rowling (17 augustus 2011)
3. Sebastian Coe (24 augustus 2011)
4. Larry Lamb (31 augustus 2011)
5. Emilia Fox (7 september 2011)
6. Alan Carr (14 september 2011)
7. Robin Gibb (21 september 2011)
8. Richard Madely (28 september 2011)
9. Len Goodman (5 oktober 2011)
10. Tracey Emin (12 oktober 2011)

### Seizoen 9 (2012)
De tien afleveringen van het negende seizoen:
1. Samantha Womack (15 augustus 2012)
2. Gregg Wallace (22 augustus 2012)
3. Patrick Stewart (29 augustus 2012)
4. Annie Lennox (5 september 2012)
5. Hugh Dennis (12 september 2012)
6. Alex Kingston (19 september 2012)
7. William Roache (26 september 2012)
8. Celia Imrie (10 oktober 2012)
9. John Barnes (17 oktober 2012)
10. John Bishop (6 december 2012)

### Seizoen 10 (2013)
De tien afleveringen van het tiende seizoen:
1. Una Stubs (24 juli 2013)
2. Nigel Havers (31 juli 2013)
3. Minnie Driver (7 augustus 2013)
4. Lesley Sharp (14 augustus 2013)
5. Gary Lineker (21 augustus 2013)
6. Nick Hewer (28 augustus 2013)
7. Nitin Ganatra (4 september 2013)
8. Sarah Millican (11 september 2013)
9. Marianne Faithfull (18 september 2013)
10. John Simpson (25 september 2013)

### Seizoen 11 (2014)
De elf afleveringen van het elfde seizoen:
1. Who Do They Think They Are?: 10 Years, 100 Shows (6 augustus 2014)
2. Julie Walters (7 augustus 2014)
3. Brian Blessed (14 augustus 2014)
4. Tamzin Outhwaite (21 augustus 2014)
5. Brendan O'Carroll (28 augustus 2014)
6. Sheridan Smith (4 september 2014)
7. Mary Berry (11 september 2014)
8. Martin Shaw (18 september 2014)
9. Reggie Yates (2 oktober 2014)
10. Twiggy (9 oktober 2014)
11. Billy Connolly (16 oktober 2014)

### Seizoen 12 (2015)
De tien afleveringen van het twaalfde seizoen:
1. Paul Hollywood (13 augustus 2015)
2. Jane Seymour (20 augustus 2015)
3. Derek Jacobi (27 augustus 2015)
4. Jerry Hall (3 september 2015)
5. Gareth Malone (10 september 2015)
6. Anne Reid (17 september 2015)
7. Frank Gardner (24 september 2015)
8. Anita Rani (1 oktober 2015)
9. Mark Gatiss (8 oktober 2015)
10. Frances de la Tour (22 oktober 2015)

### Seizoen 13 (2016-2017)
De tien afleveringen van het dertiende seizoen:
1. Danny Dyer (24 november 2016)
2. Amanda Holden (1 december 2016)
3. Liz Bonnin (8 december 2016)
4. Cheryl Cole (15 december 2016)
5. Ricky Tomlinson (22 december 2016)
6. Ian McKellen (25 januari 2017)
7. Greg Davies (1 februari 2017)
8. Warwick Davis (15 februari 2017)
9. Sunetra Sarker (22 februari 2017)
10. Sophie Raworth (1 maart 2017)

### Seizoen 14 (2017)
De tien afleveringen van het veertiende seizoen:
1. Charles Dance (6 juli 2017)
2. Craig Revel Horwood (13 juli 2017)
3. Clare Balding (20 juli 2017)
4. Adil Ray (27 juli 2017)
5. Emma Willis (3 augustus 2017)
6. Lulu (17 augustus 2017)
7. Fearne Cotton (24 augustus 2017)
8. Noel Clarke (31 augustus 2017)
9. Lisa Hammond (7 september 2017)
10. Ruby Wax (4 oktober 2017)

### Seizoen 15 (2018)
De acht afleveringen van het vijftiende seizoen:
1. Michelle Keegan (6 juni 2018)
2. Olivia Colman (9 juli 2018)
3. Lee Mack (16 juli 2018)
4. Boy George (25 juli 2018)
5. Shirley Ballas (30 juli 2018)
6. Marvin Humes (6 augustus 2018)
7. Robert Rinder (13 augustus 2018)
8. Jonnie Peacock (20 augustus 2018)

### Seizoen 16 (2019)
De acht afleveringen van het zestiende seizoen:
1. Daniel Radcliffe (19 augustus 2019)
2. Naomie Harris (26 augustus 2019)
3. Jack Whitehall & Michael Whitehall (2 september 2019)
4. Kate Winslet (9 september 2019)
5. Katherine Ryan (20 september 2019)
6. Paul Merton (4 oktober 2019)
7. Sharon Osbourne (4 oktober 2019)
8. Mark Wright (11 oktober 2019)

### Seizoen 17 (2020)
De vier afleveringen van het zeventiende seizoen:
1. Jodie Whittaker (12 oktober 2020)
2. David Walliams (19 oktober 2020)
3. Ruth Jones (26 oktober 2020)
4. Liz Carr (2 november 2020)

### Seizoen 18 (2021)
De zeven afleveringen van het achttiende seizoen:
1. Josh Widdicombe (12 oktober 2021)
2. Judi Dench (19 oktober 2021)
3. Alex Scott (26 oktober 2021)
4. Joe Lycett (2 november 2021)
5. Pixie Lott (9 november 2021)
6. Joe Sugg (23 november 2021)
7. Ed Balls (30 november 2021)

### Seizoen 19 (2022)
De vijf afleveringen van het negentiende seizoen:
1. Sue Perkins (26 mei 2022)
2. Richard Osman (9 juni 2022)
3. Matt Lucas (16 juni 2022)
4. Anna Maxwell Martin (23 juni 2022)
5. Ralf Little (30 juni 2022)

### Seizoen 20 (2023)
De negen afleveringen van het twintigste seizoen:
1. Andrew Lloyd Webber (1 juni 2023)
2. Claire Foy (8 juni 2023)
3. Bear Grylls (15 juni 2023)
4. Kevin Clifton (22 juni 2023)
5. Chris & Xand van Tulleken (29 juni 2023)
6. Emily Atack (6 juli 2023)
7. Dev Griffin (13 juli 2023)
8. Chris Ramsey (20 juli 2023)
9. Lesley Manville (27 juli 2023)

## Andere landen
In september 2007 werd er een Canadese versie van het programma uitgezonden op CBC. Een Australische versie begon in januari 2008, nadat er enkele afleveringen van de BBC-versie uitgezonden waren. Ook worden er ondertussen versies gemaakt in Noorwegen, Zweden, Denemarken, De Verenigde Staten, Rusland, Israël en Zuid-Afrika. Op RTÉ One werden 3 seizoenen van de Ierse versie uitgezonden (2008/2009/2018).
In 2009 kocht de Nederlandse educatieve omroep Teleac, nu NTR, de rechten op het format van Who Do You Think You Are. De Nederlandse versie wordt sinds 2010 uitgezonden onder de titel Verborgen verleden.